# Gladys del Estal
Gladys del Estal (Caracas, 1956 - Tudela, 1979) foi uma ativista ecologista que foi morta por uma bala disparada contra ela pela Guardia Civil, durante um protesto contra o programa de construção de centrais nucleares no País Basco e do campo de tiro de aviões de Bardenas.  

## Biografia
Gladys del Estal Ferreño nasceu na Venezuela, filha de pais espanhóis exilados durante a Guerra Civil de Espanha. A família regressou ao seu país e estabeleceu-se em Egia, San Sebastian. Estudou no Colégio Presentación de María, e mais tarde no Centro Cultural Femenino Nazaret. Em 1978, após se ter licenciado em informática na Universidade do País Basco, trabalhou como programadora numa pequena empresa de informática. 

## Morte
O movimento anti-nuclear convocou uma manifestação para 3 de junho de 1979 em Tudela, convergindo com outra contra o campo de tiro de aviões Bardenas. A Guarda Civil tomou posições em Tudela e atacou os 4000 manifestantes que se juntaram à manifestação pacífica.  Enquanto os manifestantes fugiam, alguns deles decidiram sentar-se na ponte contra a repressão, entre os quais Gladys. Um esquadrão da Guarda Civil aproximou-se deles, um deles com uma espingarda automática na mão, e disparou contra a nuca da jovem ativista, causando-lhe a morte imediata. 
O autor do disparo foi julgado, tendo sido condenado a 18 meses de prisão em dezembro de 1981 por "perigo imprudente", uma vez que o tribunal de Pamplona considerou que a sua ação foi "involuntária". Pelo contrário, colegas activistas ecologistas que preferem manter o anonimato afirmam que o agente José Martínez Salas lhe dirigia um comentário obsceno, pelo qual ela o insultava. O agente respondeu disparando contra ela. 
O agente da Guarda Civil responsável pelo assassínio, condenado a 18 meses de prisão, não chegou a ser preso. Dez anos mais tarde, foi condecorado pelo seu "comportamento irrepreensível" em Tudela, onde Gladys del Estal foi assassinada.  Durante o governo do primeiro-ministro espanhol Felipe González, o atirador foi condecorado com a Cruz de Mérito Militar. 

## Homenagens

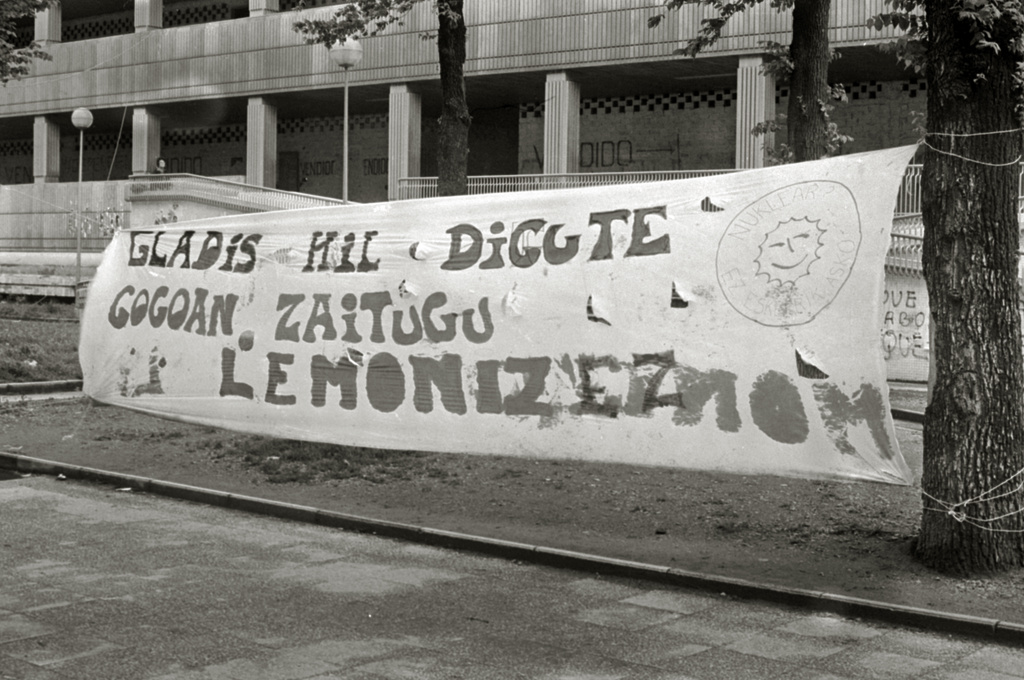
Gladys gogoan zaitugu (em basco, "Gladys guardamos-te na nossa memória")

Um ano após ter sido assassinada, foi erigido um memorial em sua homenagem no local onde foi morta, onde se lia Gladys gogoan zaitugu (em basco, "Gladys guardamos-te na nossa memória"), mas que foi retirado pela Guarda Civil. Realizou-se uma manifestação em que os manifestantes gritaram palavras de ordem contra a empresa de eletricidade Iberduero e as forças policiais, num momento de intensa atividade violenta por parte da ETA, das forças policiais que actuam para além das suas missões oficiais e dos grupos paramilitares. Os organizadores colocaram uma bandeira basca com uma fita preta. A autoridade governamental denunciou os organizadores por não terem cumprido o horário previsto e por terem exibido "slogans e atitudes puníveis".
Tem um memorial no Parque Cristina Enea, em Donostia, junto do qual, 38 anos após a sua morte, foi organizada uma homenagem.

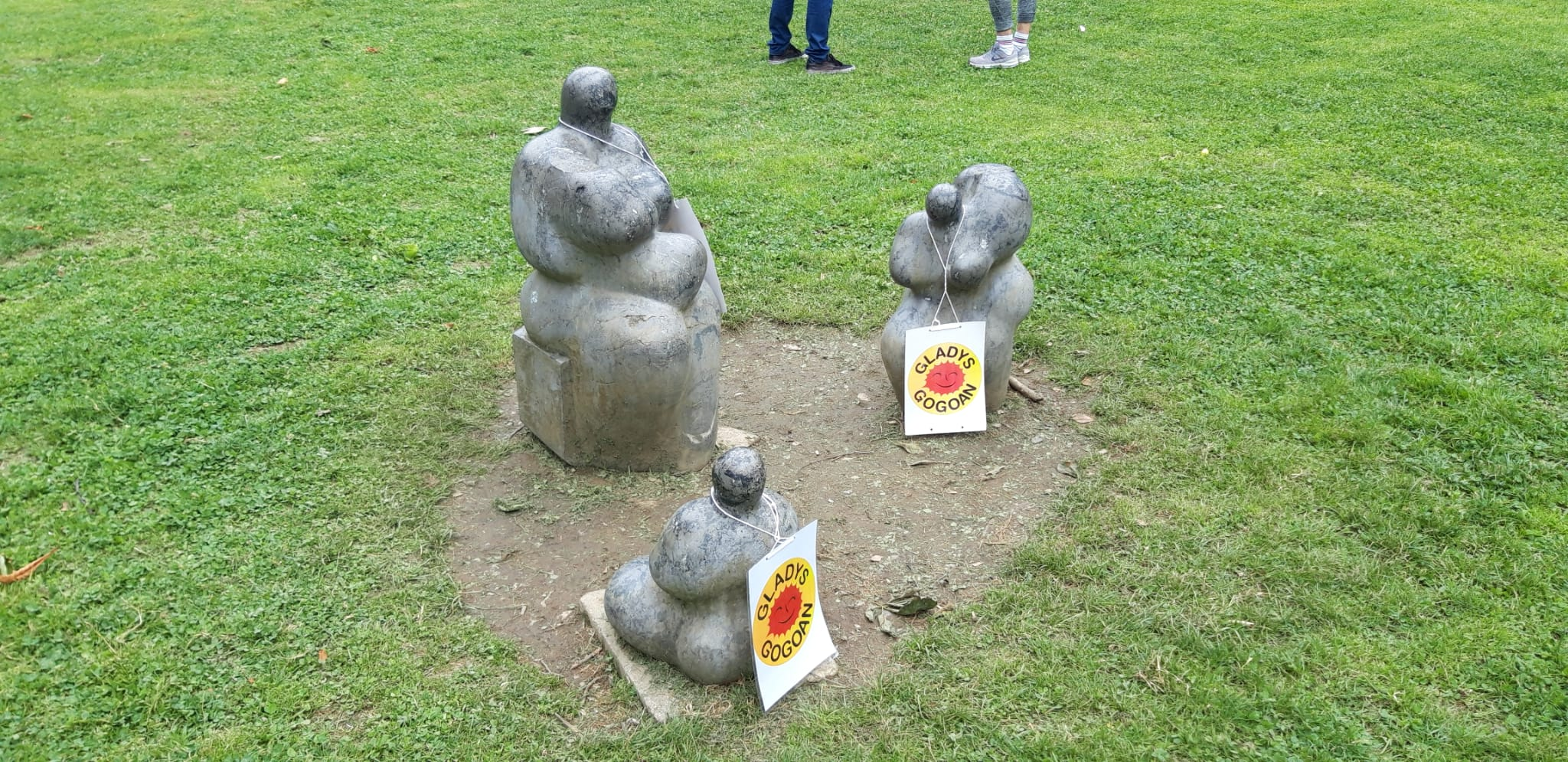
Estátuas erigidas em sua homenagem no parque de Donostia.

Em 2009, o seu nome foi dado à uma ponte pedonal que une o Parque de Cristina Enea ao passeio Federico García Lorca, tendo sido colocada uma placa no ano seguinte a assinalar a homenagem.  Tudela também lhe prestou homenagem ao dar o seu a uma das ruas da cidade. 
No final de 1979, o grupo de rock Avance, dedicou-lhe a canção de protesto "Balada a una mujer anónima", que narra o seu fim trágico. 
Em 2021, foi criado em sua homenagem, o Prémio Gladys que tem como objectivo distinguir jovens bascas que trabalham no domínio digital e divulgar o seu trabalho. 